# Beringius crebricostatus
Beringius crebricostatus är en snäckart som först beskrevs av Dall 1877.  Beringius crebricostatus ingår i släktet Beringius och familjen valthornssnäckor. Inga underarter finns listade i Catalogue of Life.